# Арзач
Арчач е бивше село в Югозападна България, на територията на община Симитли.

## География
Арзач е било разположено в Югозападна Рила.

## История
Арзач е пастирско влашко село. В „Пътуване по долините на Струма, Места и Брегалница“ Васил Кънчов пише, че Арзач има 38 влашки къщи. Към 1900 година според статистиката на Кънчов („Македония. Етнография и статистика“) населението на село Арзачъ брои общо 240 души, всички власи.
След 1920 година жителите на Арзач се изселват в Грамада. В 1943 година всички арумъни от Грамада без две семейства се изселват в Румъния. Останалите две семейства се изселват през 50-те години.